# Lady (canción de DJ Méndez)
«Lady» —en español: «Señorita»—  es el primer sencillo del sexto álbum 210, del cantante chileno DJ Méndez. El sencillo fue lanzado oficialmente en radios y descarga digital el 5 de octubre de 2009 en Chile.

## Información de la canción
La canción es una nueva versión del éxito "Lady" del rapero sueco Crossfire, el cual llegó a la posición número 6 en la lista oficial de Suecia en el año 2008. A principios de 2009, Méndez decidió re-mezclar la canción en conjunto con Crossfire, el cual mantuvo la letra en inglés pero ahora mezclada con partes en español. La canción fue lanzada a principios de octubre de 2009 por Méndez como parte de su álbum de regreso después de casi 4 años de ausencia musical llamado 210. La canción se transformó en uno de sus éxitos más grandes, llegando al primer lugar de los rankings musicales durante el 2010
Como promoción, Méndez cantó el sencillo en vivo en diferentes programas de televisión de Chile, tales como, Viva la mañana, Chile, país de talentos y Calle 7, entre otros.

## Video musical
El video musical para el sencillo fue grabado en Estocolmo, Suecia, y contiene la aparición de la modelo uruguaya radicada en Chile, Laura Prieto (en ese entonces de Calle 7). El video musical fue estrenado por Via-X y TVN, durante una de las etapas de promoción de "Lady" a principios de noviembre de 2009.